# Escola Histórica do Direito
A Escola Histórica do Direito foi uma escola de pensamento jurídico — precursora do positivismo normativista que apareceria com a Jurisprudência dos conceitos — que surgiu nos territórios alemães no início do século XIX e exerceu forte influência em todos os países de tradição romano-germânica.
A Escola Histórica do Direito, fortemente influenciada pelo romantismo, partia do pressuposto de que as normas jurídicas seriam o resultado de uma evolução histórica e que a essência delas seria encontrada nos costumes e nas crenças dos grupos sociais. Empregando a terminologia usada por essa escola jurídico-filosófica, o Direito, como um produto histórico e uma manifestação cultural, nasceria do "espírito do povo" (em alemão: Volksgeist). Nas palavras de Friedrich Carl von Savigny o Direito teria suas origens "nas forças silenciosas e não no arbítrio do legislador".
A Escola histórica do Direito surgiu como oposição ao jusnaturalismo iluminista, que considerava o Direito como um fenômeno independente do tempo e do espaço e cujas bases seriam encontradas na razão e na natureza das coisas.

## Antecedentes
No século XVIII, o pensamento jurídico foi dominado pelo jusnaturalismo de cunho racionalista, também conhecido como jusracionalismo iluminista. Este pensamento defendia a primazia do direito natural e concebia este direito como universal e imutável, sendo possível o seu conhecimento através da razão. Assim, vários autores, como Pufendorf, estabeleceram "sistemas de direito natural", deduzidos pela razão a partir da natureza das coisas e da própria razão. Entretanto, esses sistemas acabavam por se mostrar extremamente particulares, dependendo de uma razão solipsista.
Com o advento das revoluções liberais, no final deste século e início do seguinte, aqueles burgueses que destronavam a tradição absolutista — erguida sobre um acordo entre clero (direito canônico), nobreza (direito consuetudinário) e o rei (direito estatal de matriz romana), com pouco espaço para a burguesia — tratavam de legislar, positivando aquele direito que lhes conferia "direitos naturais". Tal aconteceu na França com o Código Napoleônico, em 1804, o que deu origem a chamada Escola da exegese.
Nos territórios alemães, a situação era diferente. Politicamente, não havia ocorrido nenhuma revolução que levasse a burguesia ao poder, como na França. Intelectualmente, havia dois movimentos de resistência à influência francesa na cultura alemã: o Sturm und Drang, de características pré-românticas e o Classicismo de Weimar, que, pela influência de Herder, opunha-se ao racionalismo iluminista através de uma concepção historicista do mundo. Assim, a Escola histórica surge como resultado de influências diversas, vindas de diferentes tradições que foram importantes para os seus membros.
Em primeiro lugar, a ética Kantiana exerceu grande influência na sua crítica ao racionalismo iluminista ingênuo e ilimitado, trazendo consigo a ideia de uma ciência jurídica positiva que se pergunta acerca de seus requisitos formais. Além disso, permitiu centrar o direito privado na autonomia da vontade individual. Por outro lado, embora a escola se contrapusesse ao jusracionalismo oitocentista, ela é tributária do espírito sistemático daquele jusnaturalismo, especialmente de Wolff e Puffendorf. Com esses dois contributos, tornou-se possível a fundamentação de uma autonomia do Direito nas suas relações com a moral. Para Savigny, o Direito realizava a moral, mas não garantindo a execução de seus comandos, e sim permitindo a cada um o livre desenvolvimento de sua vontade individual.
Outras influências importantes foram as filosofias historicistas de Justus Möser — que colocava a questão das condições empírico-históricas da cultura, da constituição dos países e da situação do Direito — e de Herder — que concebia a história humana como um plano de educação do Criador; bem como a filosofia de Friedrich Wilhelm Joseph von Schelling, na qual a história humana aparece como manifestação e realização do absoluto.

## Origens

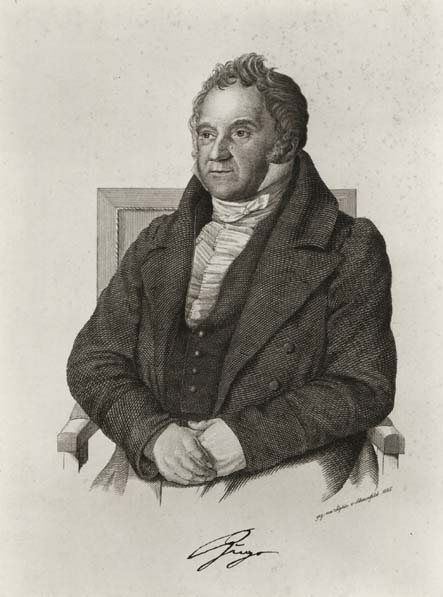
Gustav Hugo, fundador da escola

As origens da Escola Histórica do Direito remontam ao jurista alemão Gustav Hugo (1764-1844). O auge desse pensamento jurídico-filosófico foi alcançado, porém, na expressão do pensamento do jurista alemão Friedrich Carl von Savigny (1779-1861), manifestado pela primeira vez em uma disputa doutrinal travada com o professor de Direito Romano da Universidade de Heidelberg Anton Friedrich Justus Thibaut (1772-1840), que ficou conhecida na Alemanha como disputa sobre codificação (em alemão: Kodifikationsstreit). Esse último, influenciado pelas idéias legislativas da Revolução Francesa e pelas codificações napoleônicas, publicou em 1814 um ensaio sob o título "Sobre a necessidade de um Direito Civil Geral para a Alemanha" (em alemão: "Notwendigkeit eines allgemeinen bürgerlichen Rechst für Deutschland"), onde defendia a elaboração e adoção de um Código Civil para toda a nação alemã. O grande mérito do trabalho de Anton Friedrich Justus Thibaut foi ter reconhecido a importância política de uma codificação única para os territórios de língua alemã e, embora não tenha tido êxito neste momento histórico, a Alemanha acabaria por ter um código único de direito privado.
Friedrich Carl von Savigny, reagiu ao ensaio de Anton Friedrich Justus Thibaut em "Da vocação da nossa época para a legislação e a jurisprudência" (em alemão: "Vom Beruf unserer Zeit für Gesetzgebung und Rechtswissenschaft") defendendo que o Direito não seria um produto da razão, mas antes das crenças comuns de um povo (posteriormente Friedrich Carl von Savigny se referiu ao "espírito do povo"), manifestação histórica e, partindo dessa perspectiva, negou o acerto de codificação do direito civil defendida por Anton Friedrich Justus Thibaut e deu um novo impulso à crítica do jusnaturalismo iluminista.

## Conteúdo

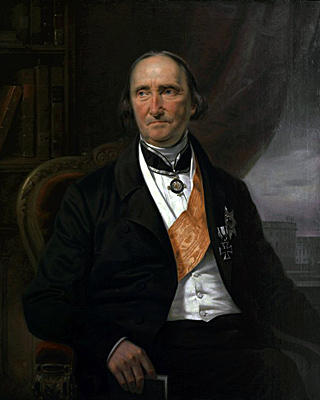
Savigny foi o principal expoente da escola histórica

Chamando atenção ao conteúdo especulativo do jusnaturalismo, que expressaria a "soberba sem fundamento de filósofos" (em alemão ein bodenloser Hochmut der Philosophen)., os adeptos da Escola Histórica do Direito tinham para si que o Direito não existiria como um fenômeno imutável e universal pois, como produto histórico, cada Direito expressaria em sua essência uma individualidade própria, quer dizer, o "espírito" de cada povo, e estaria em constante mutação acompanhando as transformações sociais. Nessa construção teórica nota-se a influência da teoria do evolucionismo social.
A origem do Direito seria encontrada, em um primeiro momento, no direito consuetudinário. Em um segundo momento ela surgiria por força da jurisprudência, aqui compreendida como ciência da lei. O Direito, então, seria o produto de forças sociais internas e nunca produto do arbítrio do legislador. Interpretar as leis exigiria a consideração da vinculação da lei ao papel orgânico do instituto jurídico.
O pensamento da Escola Histórica do Direito tinha por mote, ao contrário daquele adotado pela corrente jusnaturalista racionalista (ou iluminista), que pretendia reconhecer o Direito, compreender o Direito.
Dentro da Escola Histórica do Direito concorriam entre si romanistas e germanistas. Os romanistas, que tinham em Friedrich Carl von Savigny um de seus mais afamados representantes, defendiam que a recepção do Direito Romano corresponderia ao "espírito" do povo alemão. Os Germanistas, por sua vez, que tinham em Otto von Gierke seu representante mais famoso, criam que a recepção do direito alemão medieval corresponderia ao "espírito" do povo alemão.

## Importância e crítica
A escola Histórica do Direito logrou fazer recuar o movimento jusnaturalismo iluminista. Porém, do ponto de vista científico, a Escola Histórica do Direito não foi capaz de combater com substância o pensamento jusnaturalista, pelo contrário, quem logrou levar essa crítica científica a cabo foi Immanuel Kant.
A influência da Escola Histórica do Direito para a ciência jurídica alemã do século XIX foi decisiva. Destacando o vínculo entre direito válido e as correntes sociais, econômicas, intelectuais e políticas, a Escola Histórica do Direito logrou demonstrar que as ordens jurídicas são produtos culturais, quer dizer, espelham as estruturas sociais dos grupos a que servem e são, ao mesmo tempo, resultados dessas estruturas sociais.
Por outro lado, ao negar que o Direito poderia ser produzido por outras forças que não o "espírito do povo", a Escola Histórica do Direito idealizou a formação do Direito. O Direito não é apenas um produto cultural, mas também um produto de disputas de interesses. Nesse último sentido Karl Marx polemizou a função político-conservadora da escola Histórica do Direito em seu "Para a Crítica da Filosofia do Direito de Hegel" afirmando ter sido ela "uma escola que legitima a infâmia de hoje pela infâmia de ontem".
Partindo do pensamento histórico da Escola Histórica do Direito os seguidores romanistas de Friedrich Carl von Savigny, como Georg Friedrich Puchta e Bernhard Windscheid, desenvolveram um método jurídico baseado na lógica conhecido como jurisprudência dos conceitos (em alemão Begriffsjurisprudenz).